# Aqua Teen Hunger Force
Aqua Teen: O Esquadrão Força Total (originalmente Aqua Teen Hunger Force)  é um desenho animado produzido pela Williams Street para o Adult Swim, faixa noturna do canal Cartoon Network.
Estreado secretamente em 30 de dezembro de 2000, originalmente teve 11 temporadas, com um total de 139 episódios. O último episódio da exibição original foi ao ar no dia 23 de agosto de 2015 (com um revival de 5 episódios previsto pra 2023); atualmente é a série mais longeva da faixa.
A série conta a vida dos Aqua Teen, um grupo de lanches de fast-food vivos que participam de aventuras estranhas e ridículas.

## Personagens
- Mestre Shake (Master Shake): o líder (auto-proclamado) do trio é um copo de milk shake tamanho família que faltam adjetivos negativos para descrevê-lo: imaturo, egocêntrico, oportunista, grosseiro, porco, egoísta, manipulador, falso, mentiroso, safado, irresponsável, inconsequente e a lista segue interminável.Ele adora filmes de terror e fica a noite toda acordado

- Almôndega (Meatwad): ele é uma almôndega macho reprovado para consumo humano, teoricamente possui o poder de se transformar em qualquer coisa que imagine, mas aparece sempre transformando-se em "hot dog" ou "iglu". Aliás, assumir essas formas não serve para muita coisa nos epsódios em que acontece. Apesar de não ter um cérebro de verdade (é de brinquedo) ele tem um coração de ouro, um espírito ingênuo e de boa índole, que é um prato cheio para Mestre Shake, que vive querendo corromper e destruir a sanidade de seu pobre coleguinha. Porem essa boa indole do Almondega não é uma constante, como tudo nesta animação. Ele as vezes toma atitudes perversas e manipuladoras, como no episodio onde o Shake faz algumas plásticas. Almondega o convence a fazer mais cirurgias, ate que, finalmente, Shake percebe que se tornou um ser bizarro (Sim! Mais bizarro do que já é!).

- Batatão (Frylock): este pacotão vermelho de batatas fritas com bigode e barba grossa e uma pedra mágica nas costas é o cérebro da equipe: responsável, correto, justo, autêntico e extremamente inteligente. Quando necessário, ele pode soltar raios pelos olhos. Assim como o Carl, ele é um fracasso com as mulheres, provavelmente porque se ele fosse uma pessoa, seria um nerd almofadinha, mas como ele solta raios pelos olhos, não dá para abusar muito.

- Carl Brutananadilewski: o vizinho do Aqua Teen. Ele é humano e o único dos quatro principais que não integra o grupo. É um cara gordão e careca de bigode, peludo, um tanto mal-educado, rabugento, higiene duvidosa, péssimos hábitos e baixa auto-estima. Usa sempre uma camiseta suja sem manga com calça de moleton azul, um medalhão de ouro enorme e chinelos de dedo, vive trancado em casa, baixando pornografias via internet e tem uma piscina "tony" em casa, que é sempre utilizada na encolha pelos personagens do desenho, enquanto não estão em aventuras ridículas e estapafúrdias. Carl diz que trabalha em casa, mas nunca é visto trabalhando, além disso ele não gosta muito do Aqua Teen (na verdade, ele odeia mais o Master Shake) e procura evitar contato com eles sempre que pode. Em matéria de sexo Carl não tem namorada ou esposa fixa e só vive em orgias por dinheiro.

- Dr. Esquisito (Dr. Weird): um cientista que sempre aparece na abertura do desenho fazendo bizarrices. Um personagem remanescente dos velhos vilões-protótipos dos desenhos Hanna-Barbera dos anos 60 e 70. Sempre começa sua aparição demonstrando sua mais recente invenção e berrando sua frase-lema "SENHORES... contemplem!" Diversos episódios possuem sua genese nos produtos do dr Esquisito. Em um dos episódios da série, na casa do trio há uma foto que nele está o dr Esquisito e o Batatão juntos, embora ambos personagens não tem o menor anexo analogico, possívelmente ambos tenham estudados juntos, antes da vida que se passa atualmente na série.

- Steve: o assistente do Dr. Esquisito.

## O filme
Aqua Teen teve um filme chamado Aqua Teen Hunger Force Colon Film for Theaters. Foi dirigido por Matt Maiellaro e Dave willis e foi lançado em 13 de abril de 2007. Esse foi o primeiro filme de cinema do Adult Swim.